# Comuna Slătioara, Vâlcea
Slătioara este o comună în județul Vâlcea, Oltenia, România, formată din satele Coasta Cerbului, Gorunești, Milostea, Mogești (reședința), Rugetu și Slătioara.

## Prezentare generală
Comuna este formată din satele Coasta Cerbului, Gorunești, Milostea, Mogești (reședința), Rugetu și Slătioara.

## Repere geografice
Toponimul Slătioara este un diminutiv de la toponimul Slatina, provenit din apelativul slatină, de origine slavă, având semnificația de „apă sărată, sărătură”.
Comuna Slătioara se află situată pe paralela 45, la aproximativ 50 de km de Rm. Vâlcea și Tg. Jiu, la 10 km de Horezu. 
Slătioara se află în Subcarpații Getici, fiind străbătută de râul Cerna, izvorât din Munții Căpățânii. Altitudinea maximă se înregistrează în Măgura Slătioara (769 m). 
Comuna este așezată la granița sudică a Geoparcului „Oltenia de sub munte”.
Recent s-au descoperit pe Valea Oarbei, de-a lungul râului Cerna, mii de scoici, melci marini și urme de pești marini.

## Istoric
Slătioara nu este un sat oarecare, ci un izvor de legende. În timpul expediției romane de la începutul anilor 100 d.Hr., împăratul Traian a trecut cu armata sa și pe aceste locuri. Aflat între mit și creștinătate, între peștera zeului Zamolxes de la Polovragi și Mănăstirea Bistrița, unde se află moaștele făcătoare de minuni ale Sf. Grigore Decapolitul, Slătioara nu a fost nicicând lovită de dezastre naturale.
Monumentele de pe raza comunei sunt o mărturie prețioasă a acestor locuri încărcate de istorie: Biserica „Intrarea în Biserică” din Viorești, construită în 1775, Biserica de lemn din Rugetu-Florești, Biserica de lemn din Rugetu-Valea Babei, Biserica de lemn din Milostea.
Alte obiective culturale și turistice sunt: localul școlii, construit în anul 1890, căminul cultural, fondat în 1929, biblioteca comunală, inaugurată în 1939, Casa de Cultură Țărănească „Dinu Săraru”, în cadrul căreia funcționează Fundația „Niște Țărani” și Institutul de Arte Tradiționale. Se adaugă o serie de troițe, fântâni și monumente închinate eroilor neamului, precum: Potecașul de bronz, Crucea Sărarilor, Cișmeaua Sărarilor și Șiroirea Piramidelor de la Slătioara, Râpi, declarată monument al naturii.

## Administrație
Sediul comunei și al primăriei se află în satul Mogești. 
Comuna Slătioara este administrată de un primar și un consiliu local compus din 13 consilieri. Primarul, Cristian-Sorin Romcescu[*], de la Partidul Social Democrat, este în funcție din 1 noiembrie 2024. Începând cu alegerile locale din 2024, consiliul local are următoarea componență pe partide politice:
|  | Partid                          | Consilieri | Componența Consiliului | Componența Consiliului | Componența Consiliului | Componența Consiliului | Componența Consiliului | Componența Consiliului | Componența Consiliului |
|  | ------------------------------- | ---------- | ---------------------- | ---------------------- | ---------------------- | ---------------------- | ---------------------- | ---------------------- | ---------------------- |
|  | Partidul Social Democrat        | 7          |                        |                        |                        |                        |                        |                        |                        |
|  | Partidul Național Liberal       | 4          |                        |                        |                        |                        |                        |                        |                        |
|  | Alianța pentru Unirea Românilor | 1          |                        |                        |                        |                        |                        |                        |                        |
|  | Partidul Ecologist Român        | 1          |                        |                        |                        |                        |                        |                        |                        |

Activitatea de gestionare a deșeurilor menajere, întreținerea și monitorizarea deponeului neconform a fost concesionată de către un operator economic specializat, SC URBAN SA, care la sfârșitul anului 2009 avea un număr de 520 persoane abonate la nivelul localității, aducând un plus la calitatea mediului din comuna noastră.
Din anul 2006 la nivelul comunei s-a înființat și Serviciul public de alimentare cu apă prin HCL 11/29.06.2006, având ca profil de activitate captarea, aducțiunea, acumularea și distribuirea apei potabile. La sfârșitul anului 2009 serviciul avea un număr de 800 abonați ,și o lungime totală a rețelei de distribuție de 68 km .

## Educație. Sănătate. Cultură. Sport
Infrastructura sistemului educațional al comunei Slătioara este asigurată de o rețea formată din o grădiniță, cu un total de 45 de copii, precum și o școală, cu 9 clase (câte una pentru fiecare an, de la clasa 0 la clasa a VIII-a), cu un total de 215 elevi la nivelul anului 2019 și 17 cadre didactice titulare.
Biblioteca comunală „Damian Ureche” are un fond de carte diversificat, însumând 6300 volume, înregistrând un număr anual de 719 vizite/an și un număr de 10 evenimente anuale.
În comuna Slătioara asistența medicală este asigurată de un centru de sănătate cu 2 cabinete medicale deservite de 2 medici și 3 asistenți.
În cadrul Primăriei Slătioara funcționează și un serviciu pentru Situații de Urgență, cu un număr de 37 persoane voluntare.
De asemenea, la nivelul localității Slătioara își desfășoară activitatea două asociații sportive, respectiv AS Măgura Slătioara‒domeniul fotbal, și AS Viitorul Slătioara‒domeniul fotbal, handbal, atletism, volei.

## Demografie
Componența etnică a comunei Slătioara
     Români (97,83%)
     Alte etnii (0,06%)
     Necunoscută (2,11%)
Componența confesională a comunei Slătioara
     Ortodocși (96,05%)
     Alte religii (1,43%)
     Necunoscută (2,53%)
Conform recensământului efectuat în 2021, populația comunei Slătioara se ridică la 3.366 de locuitori, în creștere față de recensământul anterior din 2011, când fuseseră înregistrați 3.293 de locuitori. Majoritatea locuitorilor sunt români (97,83%), iar pentru 2,11% nu se cunoaște apartenența etnică. Din punct de vedere confesional, majoritatea locuitorilor sunt ortodocși (96,05%), iar pentru 2,53% nu se cunoaște apartenența confesională.

## Personalități
- Slătioara este satul natal al scriitorului Dinu Săraru, sub tutela căruia, în fiecare an la sfârșitul lunii august, se desfășoară festivalul ECO-ETNO-FOLC-FILM.
- Satul Fometești (azi Rugetu) este locul de naștere al poetului și prozatorului Damian Ureche (1935‒1994).
- Aici s-au născut pictorița pe sticlă Georgiana Gherghe și poeta Maria Terteci.
- Este satul de reședință al scriitorului, editorului și traducătorului Marius Chivu, ambasador al Geoparcului aspirant UNESCO Oltenia de sub Munte și coautorul inițiativei „Niște Orășeni” pentru susținerea migrației din urban în rural Arhivat în 14 august 2022, la Wayback Machine., inițiativă care ia ca model comuna Slătioara, oferind gratuit celor ce-și doresc să se mute la țară un ghid practic și util de relocare, obținut prin metode de cercetare științifice.